# تامی مورث
تامی مورث (انگلیسی: Tommy Mörth؛ زادهٔ ۱۶ ژوئیهٔ ۱۹۵۹) بازیکن هاکی روی یخ اهل سوئد است.